# Phaeosphaeria viridella
Phaeosphaeria viridella är en svampart som först beskrevs av Peck, och fick sitt nu gällande namn av Leuchtm. 1984. Phaeosphaeria viridella ingår i släktet Phaeosphaeria och familjen Phaeosphaeriaceae.   Inga underarter finns listade i Catalogue of Life.